# El Cas Àngelus, la fascinació de Dalí
El Cas Àngelus, la fascinació de Dalí (El Caso Ángelus, la fascinación de Dalí) és una pel·lícula espanyola del 2023 dirigida per Joan Frank Charansonnet. És un film històric que narra un episodi important en la vida del pintor Salvador Dalí.

## Argument
El film aborda la fascinació que sempre va sentir Dalí pel quadre de L'Àngelus de Millet, que el va motivar a escriure un tractat titulat El mito trágico del Ángelus de Millet. Aquest va ser publicat a França per l'editor Jean-Jacques Pauvert al 1963.
Profunditza, partint d'aquesta sugerent premissa, a l'enigmàtica figura del pintor a través de la investigació que ell mateix porta a terme durant anys sobre la gènesis de l'anomenada obra pictòrica.
- Joan Frank Charansonnet com a Dalí (1963)
- Montse Alcoverro com a Gala (1963)
- Ricard Balada com a Dalí jove
- Esther Nubiola com a Gala jove
- Eduard Alejandre com a Brunet
- Joan Massotkleiner com a Sr.Roig
- Ramon Godino com a Genís
- Alan Chipot com a François millet
- Silvia Sabaté com a Sra.Roig
- Núria Hosta com a Sra.Canal
- Enrique Del Pozo com a Sr.Canal
- Miquel Sitjar com a Kaly
- Júlia Creus com a Àngels
- Jaume Najarro com a Pagés Àngelus de Millet
- Montse Ribadellas com a Dolors
- Dodi de Miquel com a Antoine
- Alex Van Whije com a Capitan SS
- Jaume Montané com a Pauvert
- Elena Codó com a Cintia
- Gal Soler com a Sr.Allés
- Elena Antón com a Pagesa Àngelus de Millet
- Jordi Reverté com a Revisor
- Juna Charansonnet com a Neta Srs.Roig
- Gala Charansonnet com a Neta Srs.Roig
- Xavi Prat com a Pescador
- Marta Font com a Sra.Allés
- Laia Díaz com a Ballarina
- Guillem Rosell com a Pierre
- Dalmau Díaz com a Noi de les aigües